# Kljazma
Kljazma (russisk: Клязьма, tr. Kljazma) er en flod i Moskva, Nizjnij Novgorod og Vladimir oblast i Rusland. Den er en venstre biflod til Oka. Floden er 686 km lang, med et afvandingsareal på 42.500 km². Kljazma fryser til i november og bliver under isen til midten af april. Kljazma er sejlbar 120 km opstrøms fra udmundingen i Oka og på Kljazminskoje-reservoiret. 

## Bifloder
- Utsja
- Vorja
- Kirzjatsj
- Peksja
- Nerl
- Uvod
- Teza
- Lukh
- Sudogda
- Suvorosjtsj

## Byer langs Kljazma
- Gorokhovets
- Mendelejevo
- Pavlovskij Posad
- Vladimir
- Kovrov
- Sjtsjolkovo
- Losino-Petrovskij
- Noginsk
- Orekhovo-Zujevo
- Sobinka
- Vjazniki
- Koroljov